# 泉野 (弘前市)
泉野（いずみの）は、青森県弘前市の地名。平成に入ってから成立した。郵便番号は036-8164。

## 地理
- JR奥羽本線沿線の町。新興住宅地で、住宅分譲地でもある。一丁目から五丁目まであり、北は大清水、東は門外、南は清水森、西は広野に接する。
- 南部を大和沢川が流れる

## 世帯数と人口
2023年（令和5年）7月1日現在の世帯数と人口は以下の通りである。
| 丁目       | 世帯数    | 人口    |
| ---------- | --------- | ------- |
| 泉野一丁目 | 194世帯   | 412人   |
| 泉野二丁目 | 278世帯   | 701人   |
| 泉野三丁目 | 201世帯   | 503人   |
| 泉野四丁目 | 209世帯   | 519人   |
| 泉野五丁目 | 146世帯   | 426人   |
| 計         | 1,028世帯 | 2,561人 |

## 施設

### 教育
- 泉野こども園

### 医療
- 消化器内科中畑クリニック

### 警察
- 弘前警察署南交番

### 福祉
- 有料老人ホーム桜咲
- 訪問看護ステーションほのか
- グループホームバンドー弘前安原
- 伸栄会
- 安心ハウスいずみの

### 金融
- 青い森信用金庫安原支店（旧：あおもり信用金庫店）

### 商業
- ダイニング禄弘前店
- 和ダイニング花一華
- ゲオ弘前安原店
- 公益フォレストホール
- 薬王堂弘前安原店
- ほっともっと弘前泉野店
- ローソン弘前泉野店
- ファッションセンターしまむら弘前安原店
- 広野バッティングセンター
- ファミリーマート弘前泉野四丁目店

#### イオンタウン安原
- マックスバリュ弘前安原店
- うさちゃんクリーニングマックスバリュ安原店
- ツルハドラッグ弘前安原店
- つるや弘前安原店
- ダイソーイオンタウン安原店
- アスビーファム弘前安原店
- サンデー弘前安原店
- ソフトバンク弘前安原店
- ゆとり工房弘前南店
- 鮨覚安原店
- らあめん花月弘前安原店
- かつさと弘前安原店

### 工業
- NKA日本果実加工

### 公共
- 泉野多目的コミュニティ施設
- 泉野公園

## 小・中学校の学区
市立小・中学校に通う場合、学区は以下の通りとなる。
| 町丁       | 番・番地 | 小学校             | 中学校             |
| ---------- | -------- | ------------------ | ------------------ |
| 泉野一丁目 | 全域     | 弘前市立堀越小学校 | 弘前市立第五中学校 |
| 泉野二丁目 | 全域     | 弘前市立堀越小学校 | 弘前市立第五中学校 |
| 泉野三丁目 | 全域     | 弘前市立堀越小学校 | 弘前市立第五中学校 |
| 泉野四丁目 | 全域     | 弘前市立堀越小学校 | 弘前市立第五中学校 |
| 泉野五丁目 | 全域     | 弘前市立堀越小学校 | 弘前市立第五中学校 |

## 交通
- 弘南バス
  - マックスバリュ安原店（弘前駅 - 座頭石線、他）停留所。
  - 清水森入口（弘前駅 - 自衛隊線）停留所。